# 札幌啤酒
札幌啤酒株式會社（日語：サッポロビール株式会社，或譯三寶樂啤酒）是日本具代表性的啤酒生產企業之一。明治9年 （1876年）時，日本政府的開拓使在北海道札幌市創建了開拓使麦酒醸造所，公司名稱就來自于在這裡生產的「冷製札幌啤酒」（冷製札幌ビール）。公司創建於1949年（昭和24年）9月1日，來自舊大日本麥酒株式會社因駐日盟軍總司令部（GHQ）的《過度經濟力集中排除法》及《企業再建整備法》而分拆的「日本麥酒株式會社」，1964年（昭和39年）1月改名為札幌啤酒株式會社。之後因集團全體改為控股公司體制，在2003年（平成15年）7月1日商號改為札幌控股株式會社，改為純粹控股公司，並將現業一切均移交給新設的「札幌啤酒株式會社」。自2010年（平成22年）開始，企業的宣傳口號是「讓乾杯更加美味」（乾杯をもっとおいしく。）。

## 概要
1886年（明治19年），大倉喜八郎的大倉組商會收購了開拓使麥酒醸造所，1887年（明治20年）、大倉和澀澤榮一、淺野總一郎等設立了札幌麥酒株式會社，并開始從事啤酒的生產的銷售。
1906年（明治39年），日本麥酒醸造（生產銷售惠比壽啤酒；三井物產系）和大阪麥酒（生產銷售朝日啤酒）合併，變為大日本麥酒株式會社。這一時期，在静岡縣東部、長野縣、新潟縣以東的地區，作為日本麥酒的品牌，札幌啤酒仍繼續存在。
1933年（昭和8年），大日本麥酒合併了日本麥酒鑛泉（生產銷售及三矢汽水。由根津嘉一郎經營），1943年（昭和18年）又合併櫻麥酒（生產製造。在1939年由帝國麥酒改名為櫻麥酒。旧鈴木商店系），大日本麥酒的產品至此市場佔有率達到全體的70%以上。
然而在1943年（昭和18年），因啤酒被禁止擁有獨自商標，札幌啤酒這一品牌宣告消滅。1949年（昭和24年），基於過度經濟力集中排除法反壟斷法令，大日本麥酒分割為朝日麥酒（現朝日啤酒）和日本麥酒（後來的札幌啤酒）時，日本麥酒選擇日本啤酒（ニッポンビール）作為其產品的商標，札幌啤酒這一商標仍繼續被封印。
因日本啤酒在競爭中苦戰，啤酒愛好者中開始有要求復活札幌啤酒商標的聲音。1956年（昭和31年），札幌啤酒首先在北海道復活。1957年（昭和32年），開始在日本全國發售札幌啤酒。1964年（昭和39年），公司的商號也改為「札幌啤酒株式會社」。當時社長松山茂助對札幌啤酒商標的復活頗為盡力，他也是啤酒業界少數醸造技術者出身的社長。
在啤酒市場佔有率方面，公司分割後的1949年（當時的日本麦酒）時市場佔有率是38.7%，為第1位，直到1952年都是単独1位。1953年因原料配給的關係，日本、麒麟、朝日三家公司的市場佔有率相同。1954年時第1位為麒麟，第2位為朝日，日本麥酒降至第3位。1961年升至第2位，商號變更後也維持在第2位。在1970年代的生啤酒競争中雖頗為善戰，在1989年因朝日啤酒升至第2位，札幌啤酒降至第3位。2008年更被三得利超過降至第4位，2009年也排名第4位。即使在札幌啤酒開拓的第3啤酒的領域，其市場佔有率也被擁有等品牌的麒麟啤酒超過降至第2位，並且在2008年、2009年上半期品牌別啤酒類銷量排名中，麒麟、朝日、三得利的第3啤酒商品均有進入前列而札幌啤酒卻無一個第3啤酒商品進入，唯一進入銷量前列的商品是啤酒。就札幌啤酒集團全體來看，公司在等不動產事業上獲得的收益遠超在酒類銷售上獲得的收益（2006年度連結決算中，酒類事業的經常利益是9億日元，不動產事業為37億日元）。也因比起本業在不動產上收益更多，札幌啤酒有時被戲稱為「札幌大樓公司」（「サッポロビル株式会社」）。後述的Steel Partners收購札幌啤酒股權，也被認為是看上了其的不動產事業。
因其創業經緯，札幌啤酒是北海道內最受歡迎的啤酒。在北海道內鐵路的車站，常可看到札幌啤酒的看板（等）。在北海道，過去曾有相當長時期，在餐廳點「啤酒」時，大多都是提供札幌啤酒。然而進入平成之後，在北海道內，札幌啤酒也面臨其他啤酒公司猛烈的攻勢。因此札幌啤酒多次實施北海道內限定的促銷活動（如近年播出北海道限定的等企業廣告），為確保在北海道的市場佔有率頗為盡力。
在舊大日本麥酒被分割時，日本麥酒是以東日本為主要區域創建，因此札幌啤酒現在也在大阪等關西、西日本地區的市場佔有率較低。就歷史來看，札幌啤酒在品牌力上不及朝日啤酒（創業時為舊大阪麥酒。之後統合入舊大日本麦酒，大日本麥酒分割時是以西日本為主要區域創建）和三得利等大阪發祥的企業，在銷售力上則不及麒麟啤酒，這也被認為是其市場佔有率低的原因。作為解決方法，札幌啤酒曾採用和吉本興業合作等方法（如等促銷活動），舉行眾多促銷活動。
札幌啤酒包裝上畫的星星代表的是是北極星，這是其前身開拓使麥酒醸造所的所有者北海道開拓使的徽章，札幌啤酒在這之後也繼續使用，已經成為札幌啤酒的傳統。
現在的札幌啤酒是2003年（平成15年）7月1日，自當時的札幌啤酒株式會社（自同日起商號變更為札幌控股株式會社）進行会社分割而設立的。
2007年（平成19年）2月15日，根據各報紙的報道，美國系投資基金「Steel Partners」計劃收購札幌控股的3分之2的公開發行股份，并提案進行TOB。加上業績低迷、不二家停止委託札幌啤酒生產其產品（現在已再開）、和同業其他業者的經營統合（特別是過去曾是同一公司的朝日啤酒，以及同樣發祥自北海道的）及業界再編等新聞，札幌啤酒一時成為新聞熱點。
2008年（平成20年）3月末，札幌啤酒關閉了其的大阪工廠（大阪府茨木市），現在札幌啤酒在西日本的生產據點只有九州日田工廠（大分縣日田市：開設当時是「新九州工廠」）一處工廠。
札幌啤酒自2004年開始進入同業其他公司已經進入的低酒精飲料事業，生產并銷售罐裝果酒和雞尾酒。后為將經營資源集中在啤酒類（啤酒、發泡酒、第三啤酒）事業，在2007年（平成19年）除了業務用之外，撤退出低酒精飲料事業。然而，因判斷隨著青年層啤酒消費減少及較青睞低酒精飲料，有必要充實商品種類，在2010年（平成22年）再次進入低酒精飲料市場，同年5月26日發售了和不二家共同開發的。

## 簽約栽培
札幌啤酒派遣具有専門技能的人士直接赴生産地協調生產。也因此使得札幌啤酒全程管理自栽培至加工的啤酒所有生產環節。
2003年（平成15年）9月，札幌啤酒宣佈「2006年之前實現所有麦芽和蛇麻實現簽約栽培」，並且已經實現。
札幌啤酒也因此獲得了如下獎勵。
- 2006年（平成18年）11月 加拿大聯邦政府因札幌啤酒提高了加拿大產麦芽的銷量和評價，授予「2006年加拿大 農產食品優秀賞」[12]。
- 2007年（平成19年）5月 澳大利亞的南澳大利亞州政府因札幌啤酒對當地的穀物産業和對南澳州的生產者做出巨大的貢獻，授予其獎章[12]。
- 2008年（平成20年）2月 德國的巴登-符騰堡州政府因評價札幌啤酒對協働契約栽培的努力而授予其獎章[12]。
- 2008年（平成20年）5月 德國聯邦政府對札幌啤酒對協働契約栽培的努力給予高度評價，授予其「德意志聯邦榮誉賞 金賞」[12][13]。這是日本企業及德國國外的啤酒釀造企業首次得獎[13]。

## 主力商品

### 啤酒
- 札幌啤酒的主力商品。金色之星（北極星）是其象徵。就啤酒品牌別銷量來看，2008年排名第6位，2009年上半期排名第5位[6]。
- 2011年10月16日開始限定發售。100%使用東北產蛇麻，口感更清爽。2009年開始在東北6縣（青森縣、岩手縣、秋田縣、山形縣、宮城縣、福島縣）限定發售，2011年為支援東日本大震災后復興，全國銷售。2012年在10月24日開始再次在東北限定銷售。
- 札幌拉格啤酒
是日本的啤酒廠商中少數「熱處理」生產的比爾森系拉格啤酒。標誌是紅星。僅有中瓶和大瓶，主要在餐廳銷售。2008年（平成20年）9月，時隔約30年再次期間限定復活銷售銷售罐裝啤酒（350ml和500ml）。[14]。因獲得好評，在2009年9月〜10月再次限定生產銷售罐裝產品。
- YEBISU惠比壽啤酒（ヱビスビール）
惠比壽這個地名即來自于惠比壽啤酒。在2007年之前，是高端啤酒市場銷量最高的品牌。2008年之後是第2位[15]。
- 琥珀惠比壽
較通常的惠比壽啤酒增加了嚴選的水晶麥芽的特別版惠比壽啤酒。其酒精度數是5.5度，比通常的惠比壽啤酒要高。2006年（平成18年）之後，為冬季限定發售。2007年（平成19年）冬季開始，在首都圈限定全年發售業務用桶裝啤酒。
- （北海道限定啤酒）
1985年開始銷售。是地區限定醸造啤酒的先驅。麦芽100%。
- 白穂乃香
那須工場製造，限定於首都圈酒館供應。

### 發泡酒
- 三寶樂 北海道生搾り

### 第三類啤酒
- 三寶樂 Draft One（ドラフトワン）
使用豆類蛋白新技術釀造的啤酒。於日本國內歸類為「其他類釀造酒（發泡性）①」飲料。
- 三寶樂 麦とホップ
於日本國內歸類為「蒸餾酒（發泡性）①」飲料，以原料名稱大麥麥芽與啤酒花命名。
- 三寶樂 麦とホップ（黒）
2012年3月28日販售，作為三寶樂旗下新品牌的黑啤酒，充滿獨特風味。獲得日本大眾好評，再於2011年10月26日限量發售。
- 三寶樂 麦と東北ホップ
100%使用日本東北産啤酒花釀造。2011年9月7日開始販售，期間限定商品。2010年7月14日，日本東北6縣（青森縣・岩手縣・秋田縣・山形縣・宮城縣・福島縣）限定販售；2011年為東日本大震災做復興支援全日本販售。2012年9月5日再度限定於日本東北地區販售。
- 三寶樂 アイスラガー
2010年6月23日・2011年7月20日販售，使用冰點熟成製法釀造夏季限定。酒精含量5%，於日本國內歸類為「蒸餾酒（發泡性）①」飲料。
2012年版は6月20日販售、アルコール度数が7%に引き上げられ、名称も『アイスラガーセブン』に変更された。
- 三寶樂 金のオフ
2011年9月21日販售。於日本國內歸類為「蒸餾酒（發泡性）①」飲料。
- 三寶樂 大地のZERO
2012年4月11日販售。北海道限定商品，原料主要採用北海道産大麦麦芽，並參少量富良野產大麦麦芽。於日本國內歸類為「蒸餾酒（發泡性）①」飲料。
- 三寶樂 ホップ畑の香り
2011年5月18日販售，数量限定商品。於日本國內歸類為「蒸餾酒（發泡性）①」飲料。其後於2012年5月16日再度販售。
- 三寶樂 麦&レモン
2012年4月18日販售，與百佳集團共同研發，在飲料當中添加檸檬汁，沖縄縣期間限定商品。於日本國內歸類為「蒸餾酒（發泡性）①」飲料。
- 三寶樂 北海道PREMIUM
2012年7月11日販售。於日本國內歸類為「蒸餾酒（發泡性）①」飲料。原料主要採用北海道産大麦麦芽，並參少量富良野產大麦麦芽。

### 低酒精飲料
- 氷彩サワー業務用甜酒
- 三寶樂酸甜仙露（三寶樂 ネクター サワー）
不二家的果汁甜酒。販售當初酒精含量為4%，後於2012年3月21日改為3%，於日本國內歸類為「利口酒（發泡性）①」飲料。
  - 閃亮汽桃（スパークリングピーチ） - 2010年5月26日開始販售[8]。
  - 交相輝映（ミックススパークリング） - 2012年3月21日開始販售。
  - 閃亮芒果（スパークリングマンゴー） - 2011年7月13日販售。夏季數量限定商品。
  - 巴倫西亞的香橙與甜桃（バレンシアオレンジ&ピーチ） - 2012年6月27日開始販售、夏季數量限定商品。
- 三寶樂 蜜桃雞尾酒
不二家ネクターとのコラボレーション第2弾。アルコール度数4%。『リキュール（発泡性）①』に分類。2010年9月8日販售。数量限定。
- 三角薑汁高球雞尾酒（トライアングル ジンジャーハイボール）
三角牌的燒酒加工飲料，酒精含量3%，於日本國內歸類為「利口酒（發泡性）①」飲料，2011年5月11日正式販售。[16]。
- 三角強勁薑汁高球雞尾酒（トライアングル ジンジャーハイボール ストロング）
酒精含量3%，於日本國內歸類為「利口酒（發泡性）①」飲料，2012年2月29日開始販售。
- CJ 美味米酒（CJ おいしいマッコリ）
與韓国CJ 希杰共同開發商品。酒精含量3%，於日本國內歸類為「利口酒（發泡性）①」飲料。
- 三寶樂 Tea's HI系列
2012年9月19日開始販售。含酒精的水果茶混合飲料，酒精含量3%，於日本國內歸類為「利口酒（發泡性）①」飲料。
  - 荔枝茉莉
  - 香橙伯爵
  - 大吉嶺麝香葡萄
- BACARDI 百加得系列
基於百加得朗姆酒罐裝雞尾酒飲料，酒精含量6%，於日本國內歸類為「利口酒（發泡性）①」飲料。
  - 莫吉托（Mojito）
  - 自由古巴（Cuba Libre）
  - 蘋果莫吉托（Apple Mojito） - 2012年10月10日發售，期間限定商品。

### 非酒精飲料
零酒精含量飲料
- 三寶樂 PREMIUM 無酒精（プレミアム アルコールフリー）
2011年3月16日開始販售的類啤酒零酒精飲料。
- 三寶樂 黑啤 PREMIUN 無酒精（プレミアム アルコールフリー ブラック）
2012年5月23日開始販售的類黑啤零酒精飲料。

諸海之味系列碳酸飲料
- 三寶樂 清涼果実のZERO
2012年7月4日販售。零糖分、零卡路里的非酒精飲料。
  - 柚子風味
  - 檸檬風味

### 葡萄酒及果酒
葡萄酒及果酒業務由札幌啤酒子公司札幌洋酒負責。
- Grand Poreru 系列
- 盡興之酌（うれしいワイン；紅酒、白酒）
- Aroma Rouge（アロマ ルージュ；紅酒）
- Aroma Blanc （アロマ ブラン；白酒）
- 多酚滿滿（ポリフェノールたっぷり；紅酒）
- 有機酸滿滿（有機酸たっぷり；白酒）
- 多酚滿滿 有機PREMIUM（ポリフェノールたっぷり；紅酒）
- 季節之実（苺・桃・巨峰・梨・紀州梅）
- やさしい泡のスパークリング（紅・白・ロゼ）
- クリアドライ（紅・白）
- ヴァンリッシュ
- イタリア　デルソーレ
- チリ　ペリート・サンタリア
- カリフォルニア　ヴェリンジャー
- オーストラリア　イエローテイル
- フランス　レザンドール・ラ キュベ ミティーク
- スペイン　ラッケ アムゼルケラー

### 合成酒
- 四方春（よものはる）

### 札幌飲料製品
- Ribbon 緞帶系列
  - Ribbon Citron（リボンシトロン）
  - Ribbon Napolin（リボンナポリン；北海道限定）
- 三寶樂大口喝系列（がぶ飲み）
  - 咖啡大口喝（がぶ飲みコーヒー）
  - 大口喝（がぶ飲みメロンクリームソーダ）
  - 果汁牛奶大口喝（がぶ飲みフルーツミルク）
  - 維他命C 大口喝（がぶ飲みヴァイタミンC）
- 罐裝咖啡
  - JACK 系列
  - 生粋系列
- 不二家委託製造產品
  - 不二家蜜露（甜酒）
  - 不二家檸檬水

## 本社
- 東京都澀谷區惠比壽四丁目20番1號 內

北海道本社
- 北海道札幌市中央区北1條東4丁目8番1號 內

## 工場

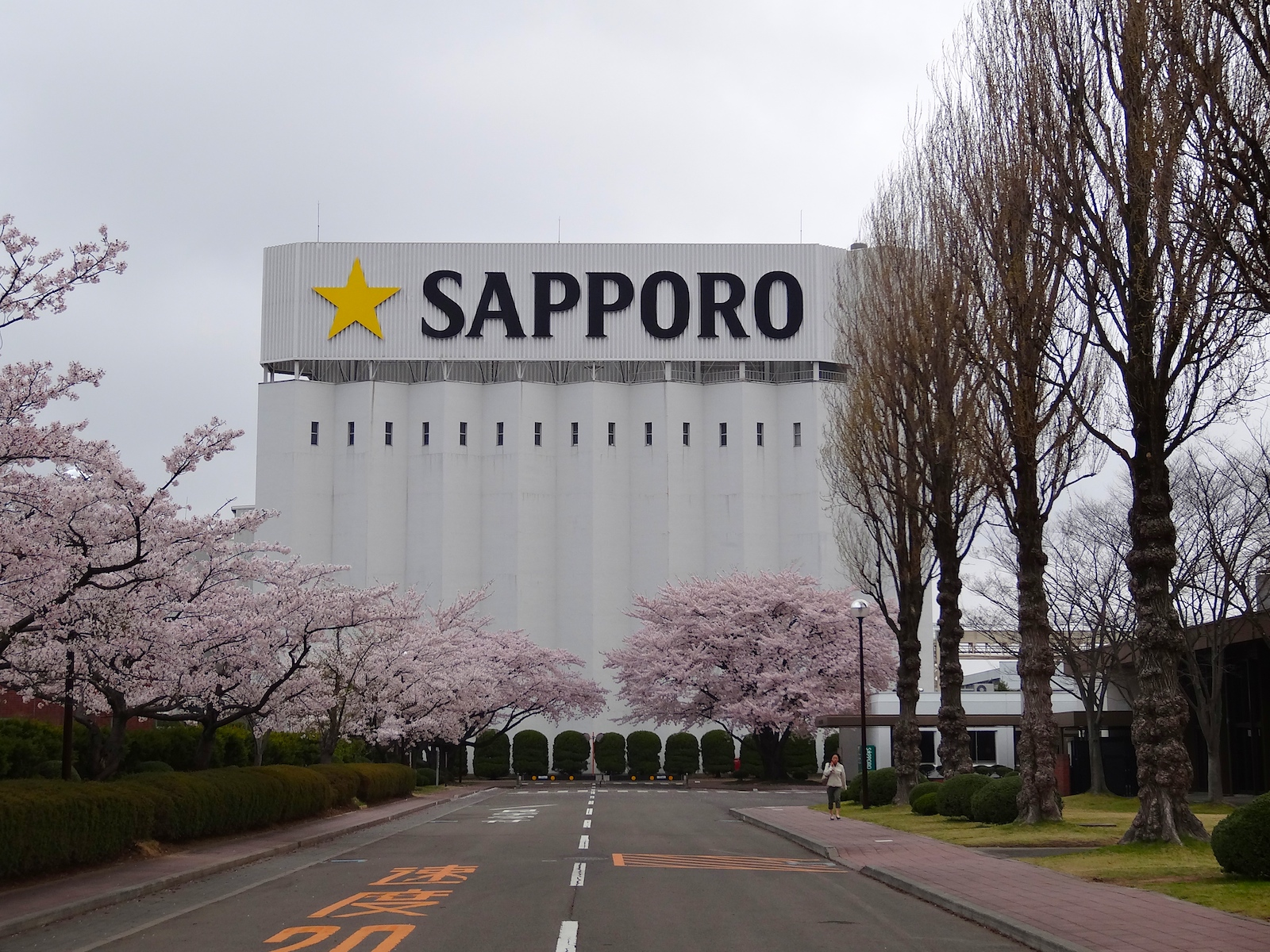
仙台工廠

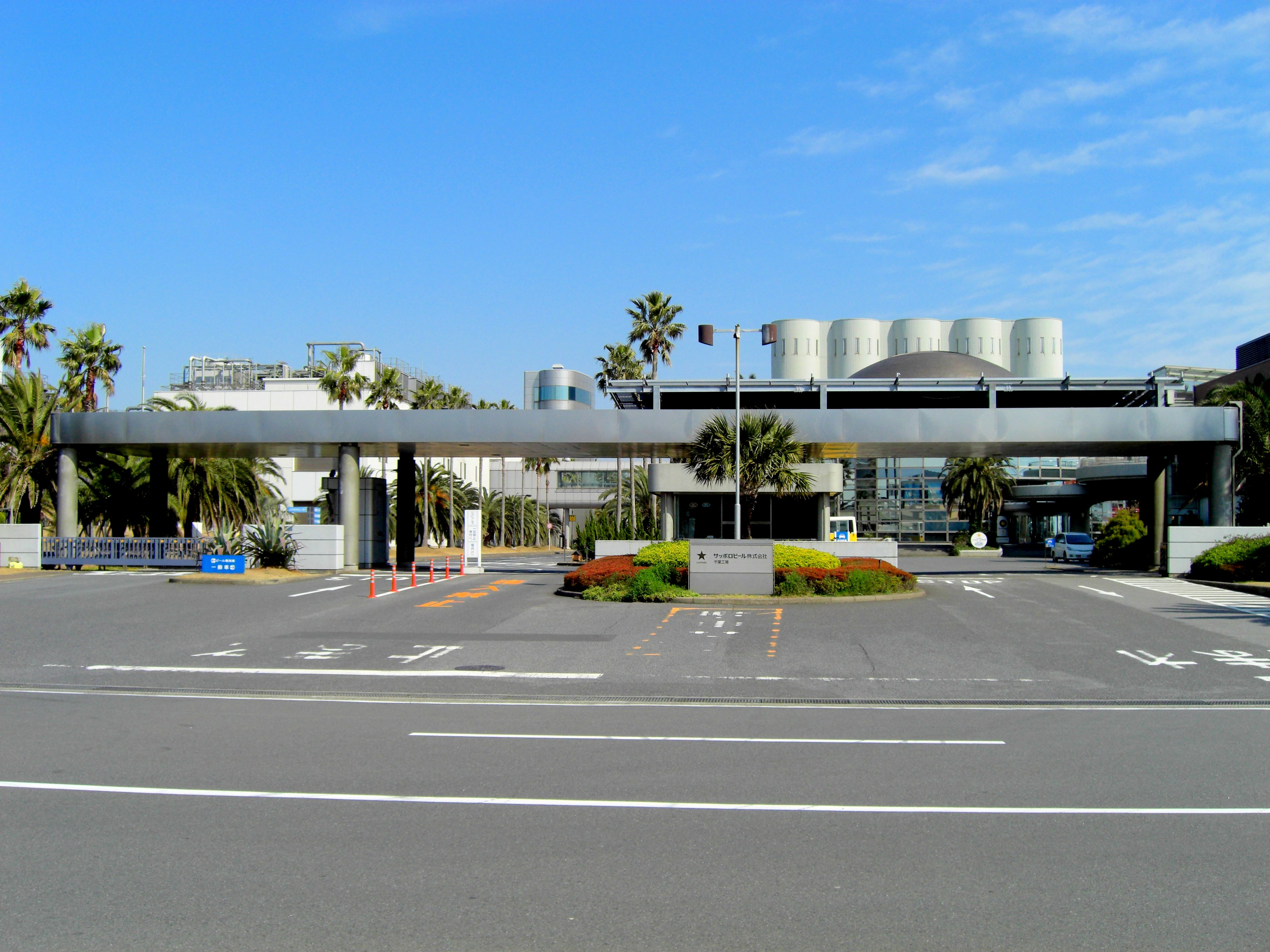
千葉工廠

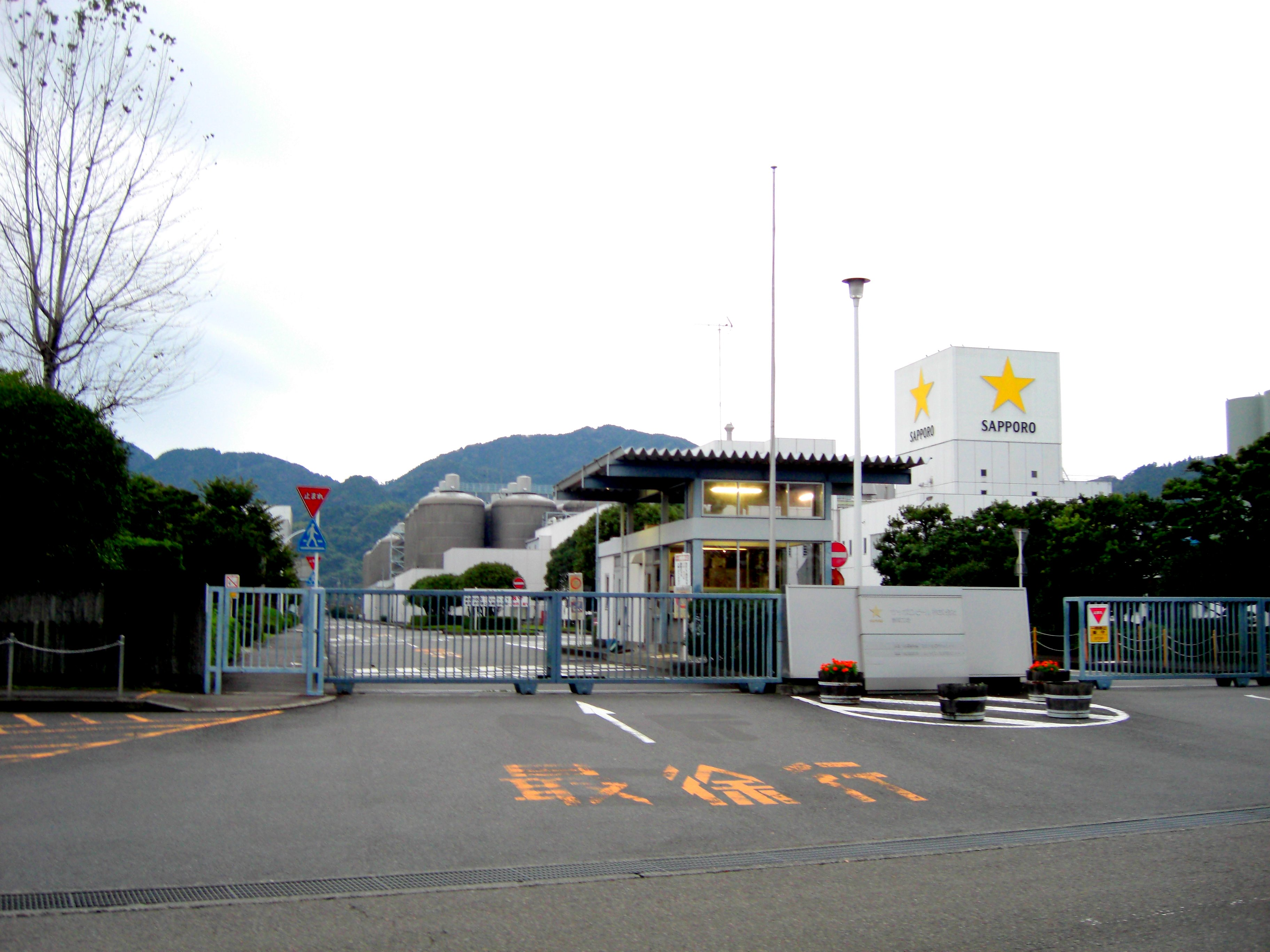
静岡工廠

- 北海道工廠 北海道惠庭市戶磯542-1：就是在這裡釀造。
- 仙台工廠 宮城縣名取市手倉田字八幡310-1：併設有「仙台啤酒園」。
- 那須工場 栃木縣那須郡那須町高久甲4453-49：「白穗乃香」在這裡醸造。在併設的「那須 森之啤酒園」內銷售限定地啤酒。
- 群馬工場 群馬縣太田市新田木崎町37-1：過去是寶酒造生產的工廠，因該公司停止生產啤酒因而是繼承自該公司的工廠。
- 群馬燒酎工廠 群馬縣太田市世良田町1969-2：過去是龜甲萬生產「万上燒酎」及的工廠，因該公司停止生產燒酎因而是繼承自該公司的工廠。
- 千葉工廠 千葉縣船橋市高瀬町2 京葉食品コンビナート內：就是在這裡生產。
- 静岡工場 静岡縣燒津市浜当目708-1
- 九州日田工場 大分縣日田市大字高瀬6979（2010年3月25日自新九州工廠改為現名）[17]

### 過去
這些工廠因公司的合理化、生產據點的集約化、新工場的建設而關閉。
- 札幌第一工廠（北海道札幌市中央區。現在是
- 札幌第二工廠（札幌市東區。現在是アリオ札幌[18]等設施
- 埼玉工廠（埼玉縣川口市）
- 惠比壽工廠（位於東京都目黑區和澀谷區的區境。1943年之前這裡生產惠比壽啤酒。「惠比壽」這個地名也是來自這個工廠。現在是）
- 名古屋工廠（愛知縣名古屋市千種區）
- 大阪工廠（大阪府茨木市）
- 九州工廠（福岡縣北九州市門司區）

## 外部連結
- 札幌啤酒 （页面存档备份，存于）（日語）
- 札幌控股 （页面存档备份，存于）（日語）
- 札幌飲料 （页面存档备份，存于）（日語）
- YouTube上的サッポロビール （Sapporobeer）頻道
- サッポロビール　SapporoBeer的X（前Twitter）
- sapporobeer的Instagram帳戶